# Marche arrière

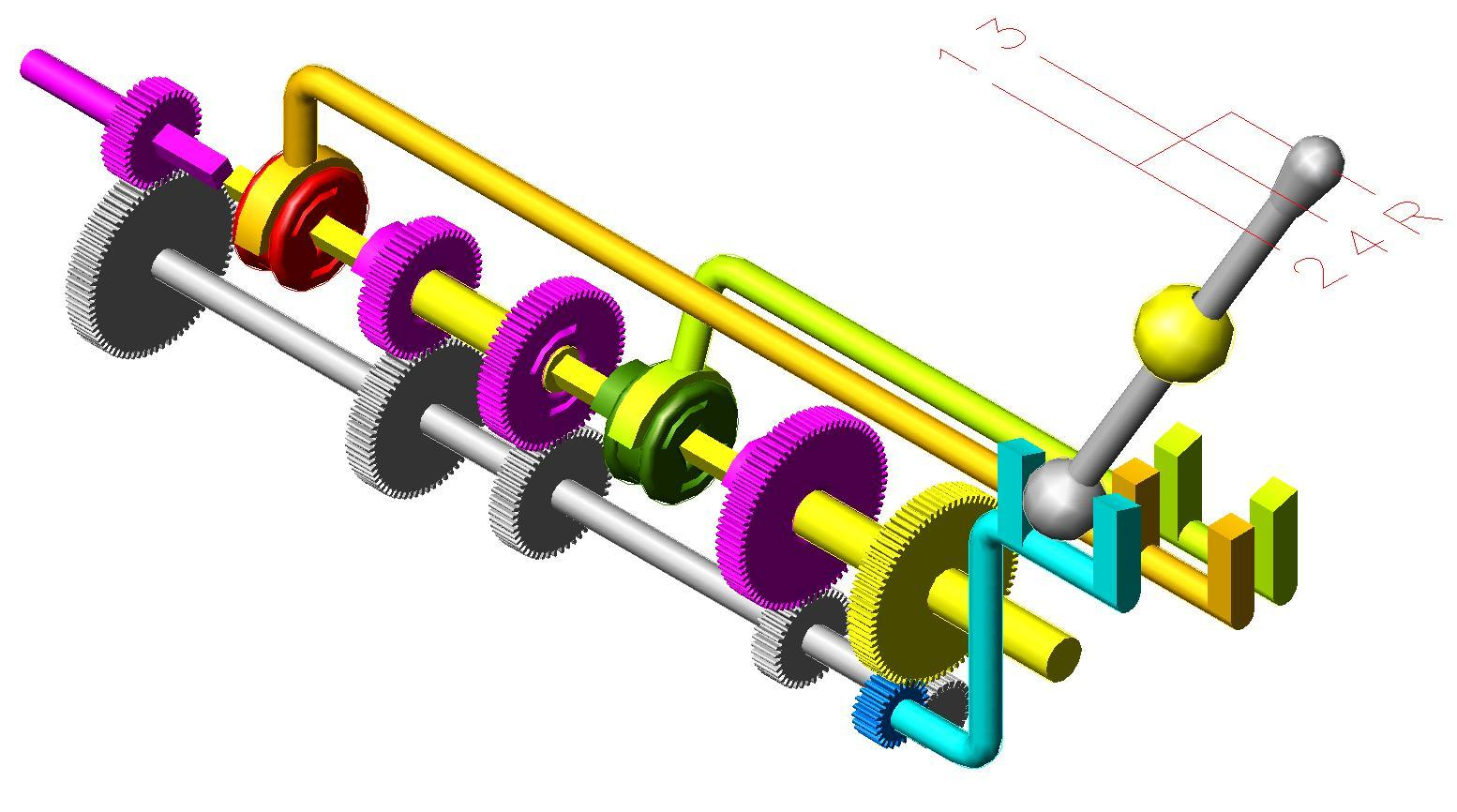
Illustration de marche arrière.

Pour l'effet au cinéma, voir Marche arrière (cinéma).
Cet article possède un paronyme, voir Marge arrière.
La marche arrière est une des positions d'une boîte de vitesses (manuelle ou automatique) permettant de faire reculer le véhicule. Avant l'installation de synchro sur les boîtes de vitesses, effectuer une marche arrière pouvait être délicat si le véhicule n’était pas totalement à l’arrêt.

## Histoire
La marche arrière a été mise au point par le constructeur automobile Luc Court en 1898.

## Dispositif de marche arrière

### Moteur accessoire
La plupart des motos n'ont pas de marche arrière. Un moteur électrique accessoire est parfois disponible sur les plus plus gros modèle pour aider aux manœuvres de stationnement

### Inverseur
Certains véhicules disposent d'un inverseur, c'est-à-dire d'un second conducteur installé dos au sens de la marche pour permettre une conduite aisée en marche arrière.

## Conduite en marche arrière

### Code de la route
Le conducteur faisant une marche arrière n'est jamais prioritaire. En cas d'accident en marche arrière, le conducteur qui recule est toujours présumé responsable.
Il est obligatoire de se garer en marche arrière dans certaines situations.[Lesquelles ?]

### Équipements

#### rétroviseurs
Un rétroviseur est un équipement comportant un miroir orientable que l'on trouve aujourd'hui sur presque tous les véhicules motorisés. Ce dispositif permet au conducteur du véhicule d'observer l'environnement situé derrière lui lors d'une marche arrière.

#### caméra et radar de recul
Une caméra de recul est un système qui donne une visibilité de ce qui se passe à l’arrière d'un véhicule. Sur certains modèles, il aide le conducteur à stationner le véhicule.

#### feu de recul
Le feu de recul signale le recul du véhicule. Placé à l'arrière, il émet une lumière blanche non éblouissante. Il peut y en avoir un ou deux. S'il n'y en a qu'un, il est placé à droite.

#### alarme de recul
Un signal de recul est un signal sonore constitué d'un bip répété à intervalles réguliers, que certains véhicules émettent automatiquement par mesure de sécurité lorsqu'ils circulent en marche arrière, afin d'en avertir les personnes environnantes.

### Record
Le pilote qui détient le record mondial de vitesse en marche arrière en 2022 est Steeve Burner le 15 juin à Nashville, (États Unis) à une vitesse de 86 kilomètres à l'heure à bord d'une Chevrolet corvette.

## Faire marche arrière
L’expression faire marche arrière signifie que l’on annule (ou renie) ce qu’on avait fait ou dit.
On dit aussi faire machine arrière, ou rétropédaler.